# Västeuropa
Västeuropa är i strikt geografisk bemärkelse den västra delen av världsdelen Europa. Oftast används uttrycket i en kulturell och politisk bemärkelse vilket leder till att fler länder inkluderas. Termen används och har använts med olika innebörd, beroende på tidsepok, perspektiv och person. Under det kalla kriget användes Västblocket ibland som är en synonym till Västeuropa (tillsammans med USA). I denna bemärkelse var det ett politiskt begrepp som uppkom efter andra världskriget. Västeuropa användes, och används fortfarande, som en motsats till de till Sovjetunionen knutna staterna i östra Europa samt slaviska länder på Balkan.

## Geografiskt begrepp

Indelning av Europa enligt FN.
Östeuropa
Nordeuropa
Sydeuropa
Västeuropa

Västeuropa används mindre ofta i en strikt geografisk bemärkelse. Enligt Förenta nationernas definition inkluderar den geografiska subregionen Västeuropa följande länder:
- Belgien
- Frankrike
- Liechtenstein
- Luxemburg
- Monaco
- Nederländerna
- Schweiz
- Tyskland
- Österrike

Indelning av Europa enligt CIA:s The World Factbook:   Nordeuropa  Västeuropa  Centraleuropa  Sydvästeuropa  Sydeuropa  Sydösteuropa  Östeuropa
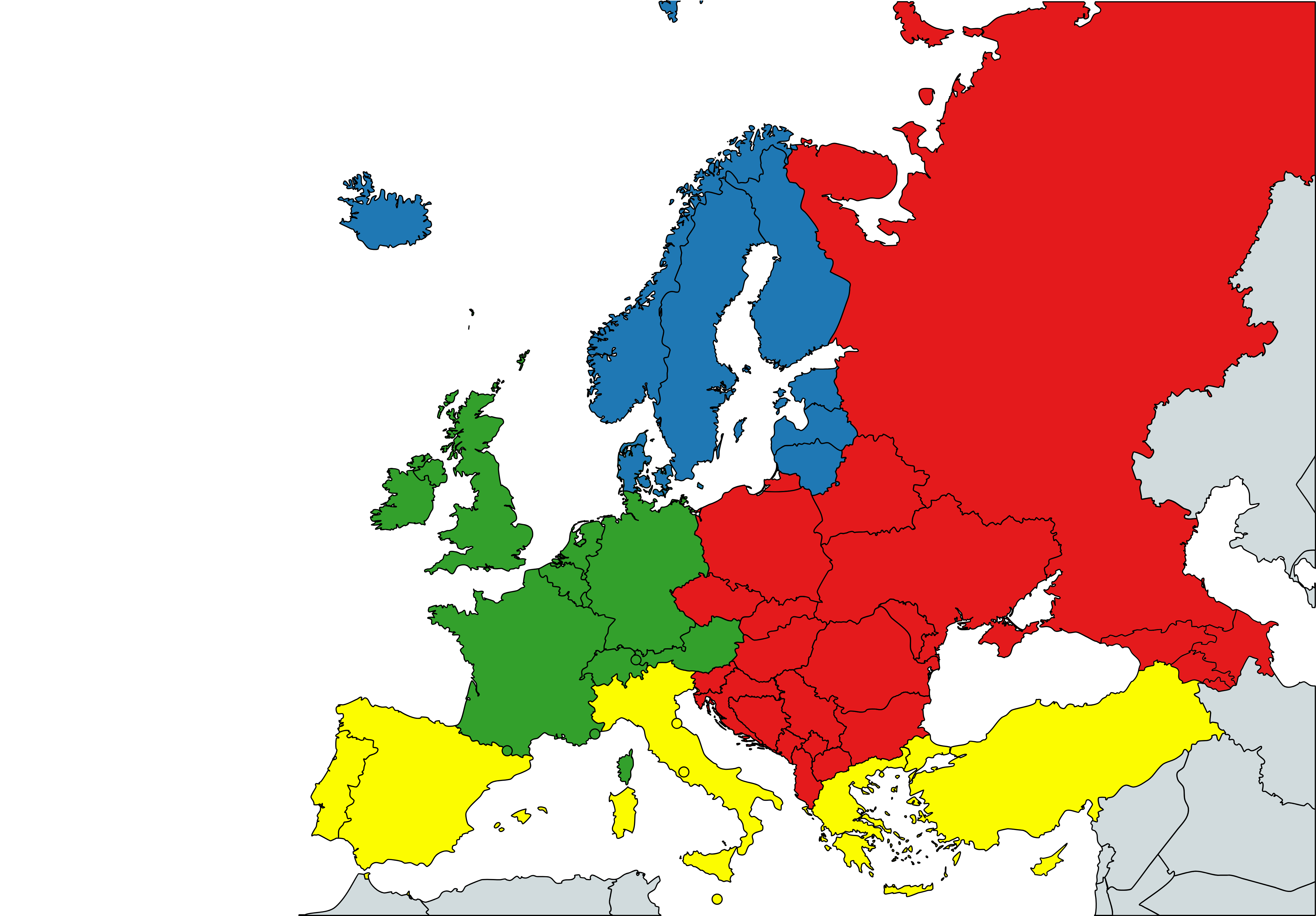
Indelning av Europa enligt EU:s Eurovoc:   Nordeuropa  Västeuropa  Sydeuropa  Central- och östeuropa

## Andra begrepp
Trots att tiderna har förändrats är fortfarande en av de vanligaste uppfattningarna om vad som menas med "Västeuropa" baserad på hur Europa såg ut under det kalla krigets tid. Enligt denna uppfattning räknas följande länder till begreppet "Västeuropa":
- Andorra
- Belgien
- Danmark
- Finland
- Frankrike
- Grekland
- Irland
- Island
- Italien
- Liechtenstein
- Luxemburg
- Monaco
- Nederländerna
- Norge
- Portugal
- San Marino
- Schweiz
- Spanien
- Storbritannien
- Sverige
- Tyskland
- Vatikanstaten
- Österrike

Den totala folkmängden för dessa länder beräknas vara sammanlagt 407 000 000.[källa behövs] De andra EU-länderna i Central- och Östeuropa brukar då sällan räknas till detta "Västeuropa" även om de har allt tätare kontakter. Dessa länder är 
- Bulgarien
- Cypern
- Estland
- Kroatien
- Malta
- Lettland
- Litauen
- Polen
- Rumänien
- Slovakien
- Slovenien
- Tjeckien
- Ungern

## Kalla kriget
|  | Kommunismens västfront under kalla kriget |

|  | Sovjetunionens gräns mot övriga Östeuropa |

|  | Natoländer |

|  | Neutrala stater som ofta ändå räknades som Västeuropa |

|  | Kommuniststyrda länder som inte var anslutna till Östblocket |

|  | Länder som höll neutral profil, men hade vänskapsavtal med Sovjetunionen |

|  | Länder anslutna i Östblocket |

|  | Sovjetunionen |

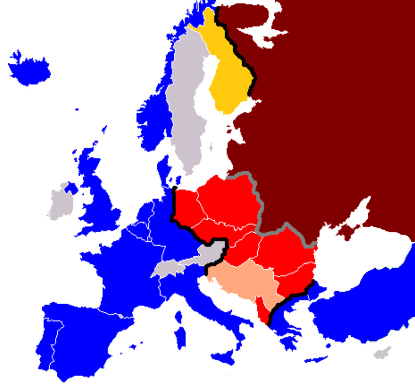
Karta över Europa under Kalla kriget.

Under kalla kriget användes Västeuropa först och främst för de länder som var anslutna i Nato och även en del länder som visserligen inte var Natoländer men som hade nära samarbete med dessa och en samhällsstruktur som också liknade dessa. Under tiden från andra världskriget och fram till omkring 1989 räknades vanligtvis följande länder in.
| Natoländer - Belgien - Danmark - Frankrike - Grekland - Island - Italien - Luxemburg - Nederländerna - Norge - Portugal - Spanien - Storbritannien - Västtyskland | Neutrala länder som brukade räknas in - Andorra - Irland - Liechtenstein - Monaco - San Marino - Schweiz - Sverige - Vatikanstaten - Österrike |

Det fanns också neutrala länder som brukade räknas in som både höll en neutralitet samtidigt som de ändå hade olika former av kopplingar till Östblocket. De hade olika anledningar till att ibland räknas som Västeuropa och ibland inte.
 Finland har dels ett geografiskt läge som ligger mer öst än väst. Även politiskt hade de vissa samarbetsavtal som var knutna till det dåvarande Sovjetunionen och östblocket samtidigt som de ville hålla en neutral profil och hade dessutom en struktur över landet som liknade västeuropeiska länders.
 Jugoslavien räknades vid kalla krigets inledning till Östblocket, men bröt sig snart ur detta och upprätthöll därför kontakter med västeuropeiska länder istället. Politiskt styrdes inte landet som västeuropeiska länder brukade styras utan regerades efter ideologier som mer liknade Östblockets. Däremot byggde de upp en samhällsstruktur som mer liknade Västeuropas. De höll sig dessutom neutrala mellan öst- och västblocken och landet var öppet mot Västblocket. Av dessa orsaker kunde landet vid flera tillfällen räknas som Västeuropa.